# Округ Волтон (Флорида)
Волтон (енгл. Walton County) је округ у америчкој савезној држави Флорида. По попису из 2010. године број становника је 55.043.

## Демографија
Према попису становништва из 2010. у округу је живело 55.043 становника, што је 14.442 (35,6%) становника више него 2000. године.
| Група             | 2000.          | 2010.          |
| Белци             | 35.425 (87,3%) | 46.857 (85,1%) |
| Афроамериканци    | 2.832 (7,0%)   | 3.178 (5,8%)   |
| Азијати           | 183 (0,5%)     | 499 (0,9%)     |
| Хиспаноамериканци | 880 (2,2%)     | 2.921 (5,3%)   |
| Укупно            | 40.601         | 55.043         |